# یوهان بومان
یوهان بومان (هلندی: Johan Bouman؛ ‏ زاده ۱ مارس ۱۹۱۸ – درگذشته ۷ اکتبر ۱۹۹۸) دین‌شناس و الهی‌دان پروتستان اهل هلند بود.
وی دانش‌آموختهٔ دانشگاه آمستردام است و پس از حمله آلمان نازی به هلند و استیلای نازیسم در آن کشور، در اعتصاب فوریهٔ آمستردام شرکت کرد و به همین دلیل سه ماه به زندان افتاد. وی پس از آزادی، تحصیلات خود را در دانشگاه لیدن پی گرفت و در همین مدت با یک فیزیوتراپ آلمانی ازدواج کرد. او در سال ۱۹۵۴ دکترای خود را در رشته الهیات دریافت داشت و استاد الهیات، عهد عتیق و زبان عبری در دانشگاه وریج بروکسل شد. یوهان در سال ۱۹۵۹ پایان‌نامه‌ای را جهت کسب درجهٔ شایستگی علمی به دانشگاه اوترخت ارائه کرد. سپس در سال ۱۹۶۰ جهت تدریس اسلام‌شناسی به «مدرسه الهیات خاور نزدیک» در بیروت رفت. او از دسامبر ۱۹۶۹ در دانشگاه رور بوخوم استاد رشتهٔ الهیات پرداخت و چهار سال بعد به دانشگاه ماربورگ رفت. او تا سال ۱۹۸۶ فعال بود و بعد بازنشسته شد.
یوهان بومان در بحث‌های میان یهودیان و مسلمانان شرکت داشت و عضو چندین انجمن‌های علمی، از جمله «انجمن بین‌المللی تحقیقات الهیات باخ»، «انجمن رسالت‌شناسی» و «بنیاد آمریکایی پژوهش‌های انسان‌شناسی» بود.

## پیوند بیرون
- کتاب‌شناسی یوهان بومان در کتابخانه ملی آلمان